# 斯塔滕島高地
76°49′S 160°57′E / 76.817°S 160.950°E
斯塔滕島高地（英語：Staten Island Heights），是南極洲的高地，位於維多利亞地的斯科特海岸，處於康沃伊山脈，美國地質調查局根據測量和該國海軍的空中照片繪入地圖，現時由南極條約體系管理。